# Mistrzostwa Świata w Short Tracku 2009
34. Mistrzostwa Świata w Short tracku 2009 odbyły się w stolicy Austrii, w Wiedniu, w dniach 5–8 marca.

## Reprezentacja Polski

### kobiety
- Aida Bella – 27. (500 m), 37. (1000m), 36. (1500 m), 33. (wielobój)
- Karolina Regucka – 40. (500 m), 41. (1000m), 35. (1500 m), 42. (wielobój)

### mężczyźni
- Jakub Jaworski – 34. (500 m), 33. (1000m), 36. (1500 m), 33. (wielobój)
- Dariusz Kulesza – 35. (500 m), 18. (1000m), 37. (wielobój)

## Klasyfikacja medalowa
| Lp. | Kraj              | Złoto | Srebro | Brąz | Razem |
| 1   | Chiny             | 5     | 3      | 1    | 9     |
| 2   | Korea Południowa  | 4     | 7      | 3    | 14    |
| 3   | Stany Zjednoczone | 2     | 2      | 2    | 6     |
| 4   | Kanada            | 1     | 0      | 5    | 6     |
| 5   | Japonia           | 0     | 0      | 1    | 1     |

## Medaliści
| Konkurencja | Złoto                           | Srebro                               | Brąz                            |
| Mężczyźni   |                                 |                                      |                                 |
| 500 metrów  | Charles Hamelin · Kanada        | Kwak Yoon-gy · Korea Południowa      | Olivier Jean · Kanada           |
| 1000 metrów | Lee Ho-suk · Korea Południowa   | Apolo Anton Ohno · Stany Zjednoczone | J.R. Celski · Kanada            |
| 1500 metrów | Lee Ho-suk · Korea Południowa   | Kwak Yoon-gy · Korea Południowa      | J.R. Celski · Stany Zjednoczone |
| 3000 metrów | J.R. Celski · Stany Zjednoczone | Lee Ho-suk · Korea Południowa        | Charles Hamelin · Kanada        |
| Wielobój    | Lee Ho-suk · Korea Południowa   | J.R. Celski · Stany Zjednoczone      | Charles Hamelin · Kanada        |
| Sztafeta    | Stany Zjednoczone               | Chiny                                | Japonia                         |
| Kobiety     |                                 |                                      |                                 |
| 500 metrów  | Wang Meng · Chiny               | Liu Qiuhong · Chiny                  | Jessica Gregg · Kanada          |
| 1000 metrów | Wang Meng · Chiny               | Kim Min-jung · Korea Południowa      | Shin Sae-bom · Korea Południowa |
| 1500 metrów | Kim Min-jung · Korea Południowa | Zhou Yang · Chiny                    | Shin Sae-bom · Korea Południowa |
| 3000 metrów | Zhou Yang · Chiny               | Kim Min-jung · Korea Południowa      | Shin Sae-bom · Korea Południowa |
| Wielobój    | Wang Meng · Chiny               | Kim Min-jung · Korea Południowa      | Zhou Yang · Chiny               |
| Sztafeta    | Chiny                           | Korea Południowa                     | Kanada                          |